# Eksponentna rast
Eksponentna rast je proces povečevanja količine s časom. Pojavi se, ko se trenutna hitrost spreminjanja (tj. odvod) količine s časom povečuje sorazmerno s samo količino. Opisano s funkcijo, količina, ki eksponentno raste, je eksponentna funkcija časa – tj. spremenljivka, ki predstavlja čas, je eksponent (v nasprotju z drugimi vrstami rasti, npr. kvadratno rastjo).
Če je sorazmernostna konstanta negativna, se količina sčasoma zmanjšuje, kar imenujemo eksponentni upad. V primeru diskretne domene opredelitve z enakimi intervali se imenuje tudi geometrijska rast ali geometrijski upad, saj vrednosti funkcije tvorijo geometrijsko zaporedje.
Enačba za eksponentno rast spremenljivke x pri stopnji rasti r, ko čas t poteka v diskretnih intervalih (tj. celoštevilski čas  0, 1, 2, 3  ...), je
{\displaystyle x_{t}=x_{0}(1+r)^{t}}
pri čemer je x0 vrednost x ob času 0. Pogosto jo ponazorimo z rastjo bakterijske kolonije. Ena bakterija se razcepi v dve, od katerih se vsaka razcepi, s čimer dobimo štiri, nato osem, 16, 32 bakterij itn. Hitrost rasti se povečuje, saj je sorazmerna naraščajočemu številu bakterij. Tako rast opazujemo pri življenjskih procesih ali pojavih, kot so širjenje virusov, rast dolga zaradi konformnega obrestovanja in širjenje viralnih videoposnetkov. V resničnem življenju začetna eksponentna rast pogosto ne traja neomejeno dolgo, ampak je omejena z zgornjimi mejami zaradi zunanjih dejavnikov in preide v logistično rast.
Izraz »eksponentna rast« se včasih napačno tolmači kot »hitra rast«. Dejansko gre lahko pri eksponentni rasti sprva za počasno rast.